# Sebastian Tynkkynen
Miika Sebastian Tynkkynen (ur. 8 marca 1989 w m. Lohtaja) – fiński polityk, poseł do Eduskunty, deputowany do Parlamentu Europejskiego X kadencji.

## Życiorys
W 2008 ukończył szkołę średnią, później studiował nauki o edukacji na Uniwersytecie w Oulu. Zyskał pewną rozpoznawalność, biorąc udział w programach telewizyjnych typu reality show. W 2011 wystąpił w fińskiej wersji Big Brothera, później pojawił się w programie Riemuloma Kanarialla. Zaangażował się w działalność polityczną w ramach prawicowej Partii Finów. W latach 2015–2016 był przewodniczącym jej organizacji młodzieżowej Perussuomalaiset Nuoret. Został też wiceprzewodniczącym swojego ugrupowania. Zasiadł w radzie miejskiej w Oulu.
Trzykrotnie był skazywany na grzywnę za swoje wpisy w mediach społecznościowych z lat 2016–2017, które sądy uznawały za szerzenie mowy nienawiści (przeciwko muzułmanom lub imigrantom).
W 2019 po raz pierwszy uzyskał mandat posła do Eduskunty. Z powodzeniem ubiegał się o reelekcję w wyborach w 2023. W 2024 został natomiast wybrany do Europarlamentu X kadencji.

## Życie prywatne
Ujawnił się jako osoba biseksualna. Jego partnerem został mężczyzna pochodzący z Mozambiku. Należał do jednego ze zborów ruchu zielonoświątkowego; został z niego wykluczony, co motywowano odmiennymi poglądami na temat instytucji małżeństwa.